# Fu Xi
Prema kineskoj mitologiji, Fu Xi ili Fu Hsi (Páoxī) bio je rani kineski car i junak.
Prema raznim mitovima, on je bio brat i muž božice Nüwe te zet Nebeskog Cara, a izmislio je pismo. Sa svojom ženom je stvorio ljudsku rasu.
Kinezi su vjerovali da je Fu Xi izmislio patrijarhat te da su isprva ljudi bili tako primitivni da su vjerovali da žena može začeti bez muškarca.
On je bio mudar i savršeno moralan vladar. Njemu se pripisuju mnogi drevni tekstovi.
|  | Zajednički poslužitelj ima još gradiva o temi Fuxi |

| Prethodnik: | Popis kineskih vladara Fu Xi (2852–2737 pr. Kr.) | Nasljednik: |
| Suiren      | Popis kineskih vladara Fu Xi (2852–2737 pr. Kr.) | Car Yan     |